# Eilema curvilinea
Eilema curvilinea là một loài bướm đêm thuộc phân họ Arctiinae, họ Erebidae.